# Pomnik Obrońców w Skopju
Pomnik Obrońców (mac. Споменик на Бранителите, Spomenik na Branitelite) – monument zlokalizowany w stolicy Macedonii Północnej, Skopje. Poświęcony jest członkom Macedońskich Sił Zbrojnych, poległym podczas konfliktu w Tetowie w 2001 roku. Odsłonięto go 23 października 2011 roku.
Pomnik Obrońców został zbudowany decyzją przedstawiciela gminy Centar, zaprojektował go rzeźbiarz Kiro Mukaedow. Znajduje się w sąsiedztwie budynku macedońskiego parlamentu i łuku triumfalnego Porta Macedonia.
Na brązowej tabliczce poniżej pomnika widnieją nazwiska wszystkich ofiar wojny w Tetowie.